# مارگیس
مارگیس (ارمنی: Մարգիս؛ ترکی آذربایجانی: Mayıs) یک منطقهٔ مسکونی در جمهوری آرتساخ است که در استان کاشاتاق واقع شده‌است